# Grzegorz Kukiełka
Grzegorz Kukiełka (ur. 20 lutego 1983 w Zielonej Górze) – polski koszykarz grający na pozycji rzucającego obrońcy. Reprezentant Polski do lat 16, 18 i 20. Uczestnik mistrzostw Europy do lat 16 z 1999.
Wychowanek Zastalu Zielona Góra. W sezonie 1999/2000 trafił do SMS PZKosz Warka i znów wrócił do "grodu Bachusa". W 2001 trafił do Polpharmy Starogard Gdański, z którą awansował do ekstraklasy i zadebiutował w niej 16 października 2004 w wygranym (87:78) meczu przeciwko inowrocławskiej Noteci. W sezonie 2004/2005 rozegrał w PLK 24 spotkania, grając średnio po 12,9 minut oraz notując po 5,6 punktów. Najwięcej punktów w sezonie - 20, zdobył przeciwko Astorii Bydgoszcz w meczu play-off (64:72), rozegranym 23 kwietnia 2005. W sezonie 2005/2006 trafił do Astorii Bydgoszcz. Rozegrał w niej 28 spotkań, zdobywając średnio 6,7 punktu w ciągu 16 minut gry. Jego rekord punktowy (24 punkty) miał miejsce 19 kwietnia 2006 w Koszalinie przeciwko miejscowemu AZSowi. W sezonie 2007/2008 ponownie reprezentował barwy macierzystego klubu. Sezon 2008/2009 spędził w Zniczu Jarosław grającym w PLK. Od sezonu 2009/2010 ponownie występował w Zastalu Zielona Góra, z którego odszedł po zakończeniu sezonu 2010/11. Następnie występował w Sportino Inowrocław (2011–2012), Polonii Przemyśl (2012–2013) i Polpharmie Starogard Gdański (2013–2015). W lipcu 2015 został zawodnikiem Anwilu Włocławek, z którego w styczniu 2016 przeniósł się do Legii Warszawa. W sezonie 2018/2019 występował w I ligowej Astorii Bydgoszcz. Po roku przerwy, przed sezonem 2020/2021 wrócił w rodzinne strony i związał się z II ligową drużyną BC Swiss Krono Żary.
Kukiełka był reprezentantem Polski do lat 16, 18 i 20. Z pierwszą z tych kadr w 1999 zajął 10. miejsce w turnieju finałowym mistrzostw Europy do lat 16, będąc czwartym najlepszym strzelcem tych zawodów (średnio 19,4 punktu na mecz). Z pozostałymi dwoma reprezentacjami uczestniczył w turniejach kwalifikacyjnych do finałów mistrzostw Europy w tych kategoriach wiekowych.

## Osiągnięcia
Stan na 17 grudnia 2017, na podstawie, o ile nie zaznaczono o inaczej.
Drużynowe
- Awans do PLK  z Polpharmą Starogard Gdański (2001)
- Mistrz Polski juniorów starszych (2002)

Indywidualne
- Najlepszy polski debiutant PLK (2005 według Gazety)[10]
- Lider strzelców mistrzostw Polski U–20 (2003)

Reprezentacja
- Uczestnik:
  - mistrzostw Europy U–16 (1999 – 10. miejsce)
  - eliminacji do mistrzostw Europy:
    - U–18 (2000)
    - U–20 (2002)